# Antal Yaakobishvili
Antal Yaakobishvili (Budapest, 12 de julio de 2004) es un futbolista húngaro que juega de defensa en el F. C. Andorra de la Segunda División de España.

## Inicios
Nació en Budapest, Hungría, de padres judíos; su padre nació en Georgia y pasó dos años en Israel, lo que le permitió obtener la nacionalidad israelí; su madre es húngara. Su hermano menor Áron Yaakobishvili también es futbolista, y juega de portero en las categorías inferiores del F. C. Barcelona.

## Trayectoria
Se mudó a Barcelona en 2017 después de que su madre recibiera una oferta de trabajo en la ciudad, y se incorporó a las categorías inferiores del Atlètic Sant Just FC junto a su hermano pequeño. En 2021 fue fichado por el Girona F. C., incorporándose a su equipo de reserva.
Debutó con el filial el 11 de diciembre de 2022, como titular, en la goleada por 4-1 frente al CE L'Hospitalet en casa en la Tercera Federación. Marcó su primer gol con el equipo el 12 de febrero siguiente, anotando el segundo del Girona B en la victoria a domicilio por 2-0 ante la U. E. Tona.
Debutó con el primer equipo el 17 de enero de 2024, entrando en el descanso sustituyendo a Juanpe Ramírez en la victoria por 3-1 en casa ante el Rayo Vallecano, correspondiente a la Copa del Rey. Cuatro días después debutó en La Liga en la victoria por 5-1 ante el Sevilla F. C.
En la temporada 2024-25 consiguió ascender a la Segunda Federación con el filial gerundense y en agosto de 2025 fue cedido al F. C. Andorra, donde iba a coincidir con su hermano.

## Selección nacional
Ha representado a Hungría en las categorías sub-18, sub-19 y sub-21. En junio de 2023, el medio israelí de periodismo deportivo Sport 5 informó de que Yaakobishvili y su hermano estaban intentando obtener la nacionalidad israelí para poder representar al país a nivel internacional. Sin embargo, su agente Georgi Attila desmintió estos rumores, afirmando que los hermanos eran húngaros y que querían representar a Hungría a nivel internacional.

## Estadísticas

### Clubes
Actualizado al último partido disputado el 24 de enero de 2023.
| Club                      | Div.          | Temporada     | Liga  | Liga  | Copas nacionales | Copas nacionales | Copas internacionales | Copas internacionales | Total | Total |
| Club                      | Div.          | Temporada     | Part. | Goles | Part.            | Goles            | Part.                 | Goles                 | Part. | Goles |
| ------------------------- | ------------- | ------------- | ----- | ----- | ---------------- | ---------------- | --------------------- | --------------------- | ----- | ----- |
| Girona F. C. "B" · España | 3.ª F         | 2022-23       | 14    | 1     | —                | —                | —                     | —                     | 14    | 1     |
| Girona F. C. "B" · España | 3.ª F         | 2023-24       | 12    | 0     | —                | —                | —                     | —                     | 12    | 0     |
| Girona F. C. "B" · España | Total club    | Total club    | 26    | 1     | 0                | 0                | 0                     | 0                     | 26    | 1     |
| Girona F. C. · España     | 1.ª           | 2023-24       | 1     | 0     | 2                | 0                | —                     | —                     | 3     | 0     |
| Girona F. C. · España     | Total club    | Total club    | 1     | 0     | 2                | 0                | 0                     | 0                     | 3     | 0     |
| Total carrera             | Total carrera | Total carrera | 27    | 1     | 2                | 0                | 0                     | 0                     | 29    | 1     |